# Pollution de Londres
 (juillet 2009).
Si vous disposez d'ouvrages ou d'articles de référence ou si vous connaissez des sites web de qualité traitant du thème abordé ici, merci de compléter l'article en donnant les références utiles à sa vérifiabilité et en les liant à la section « Notes et références ».

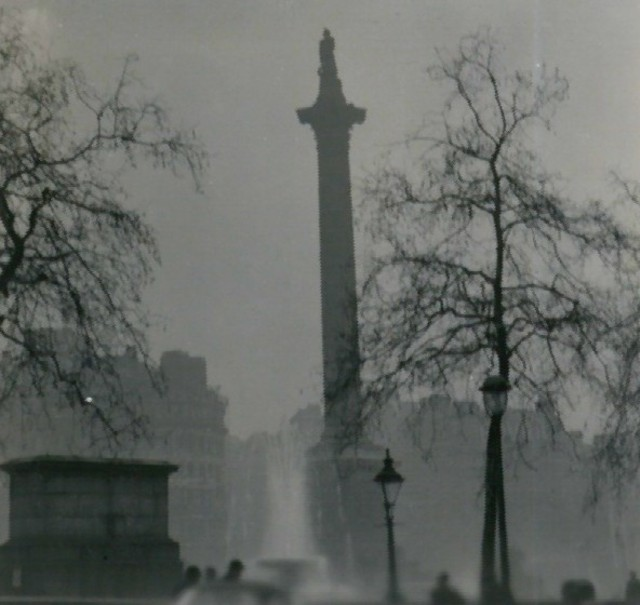
La colonne Nelson pendant l'épisode de smog de 1952

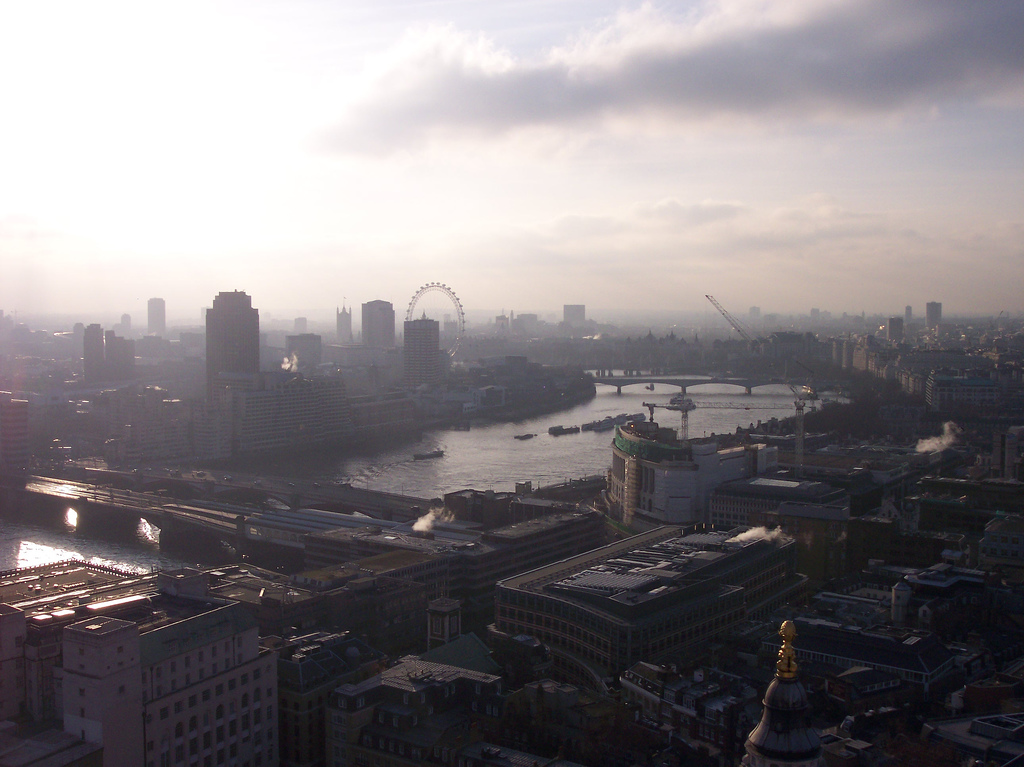
Ciel de Londres en 2006

L'agglomération de Londres a été notablement affectée par la pollution atmosphérique à diverses reprises.
Pollution essentiellement d'origine industrielle, les polluants concernés (dioxyde de soufre, particules en suspension) ont atteint des concentrations très élevées, à la faveur de conditions climatiques propices à leur accumulation (brouillards intenses, couche d'inversion atmosphérique intense et de basse altitude, etc).
Quatre crises majeures sont : 
- celle du « Bassin de Londres » en 1952 (du 5 au 9 décembre), qui a entraîné la mort d'environ 4 000 personnes selon les autorités, mais en réalité certainement de plus de 12 000 personnes. Il s'agissait essentiellement des enfants et des personnes âgées. On a aussi constaté une morbidité très augmentée (toux, vomissement, affections du nez et de la gorge) ;

- la pollution du « Grand Londres » de 1956, avec plus de 1 000 décès ;

- celle de 1957 (de 700 à 1 000 décès officiellement, sans doute autour de 1 000 en réalité) ;

- celle de 1962 avec 340 décès.

Ces pollutions atmosphériques historiques sont parmi les plus élevées ayant atteint le monde occidental : les spécialistes les dénomment « pollution acido-particulaire ».
Elles ont conduit les autorités à prendre des mesures d'urgence pour limiter leur impact dans la métropole :
- Le Various Powers Act de 1954 instaure des restrictions au rejet de gaz polluants mais ces mesures sont mises en pratique uniquement dans la City et elles sont limitées.
- Le Clean Air Act de 1956 interdit purement et simplement l’émission de dioxines dans l'air, dans tout le Royaume-Uni. Cette mesure a des effets particulièrement importants dans le Grand Londres. En effet, toutes les centrales à charbon de la ville (au moins 6 fonctionnaient encore à l'époque) ferment dans les 2 années qui suivent. Il s'ensuit la première diminution notable de la pollution atmosphérique dans la ville.
- Le Clean Air Act de 1968 s'en prend un peu plus encore aux rejets de gaz nocifs en limitant cette fois les rejets de gaz d'échappement. Les plus gros camions et les véhicules les plus polluants circulent désormais avec des restrictions de plus en plus importantes dans l'agglomération.
- La mise en place d'un système de taxation des véhicules en circulation dans le centre de Londres depuis 2003 achève de réduire drastiquement la pollution atmosphérique.

Ainsi, la ville qui avait la plus forte pollution atmosphérique au monde entre 1830 et 1968 devint progressivement une métropole plus respectueuse de l'environnement.